# Pterostylis stenochila
Pterostylis stenochila är en orkidéart som beskrevs av David Lloyd Jones. Pterostylis stenochila ingår i släktet Pterostylis och familjen orkidéer.
Artens utbredningsområde är Tasmanien. Inga underarter finns listade i Catalogue of Life.

## Bildgalleri

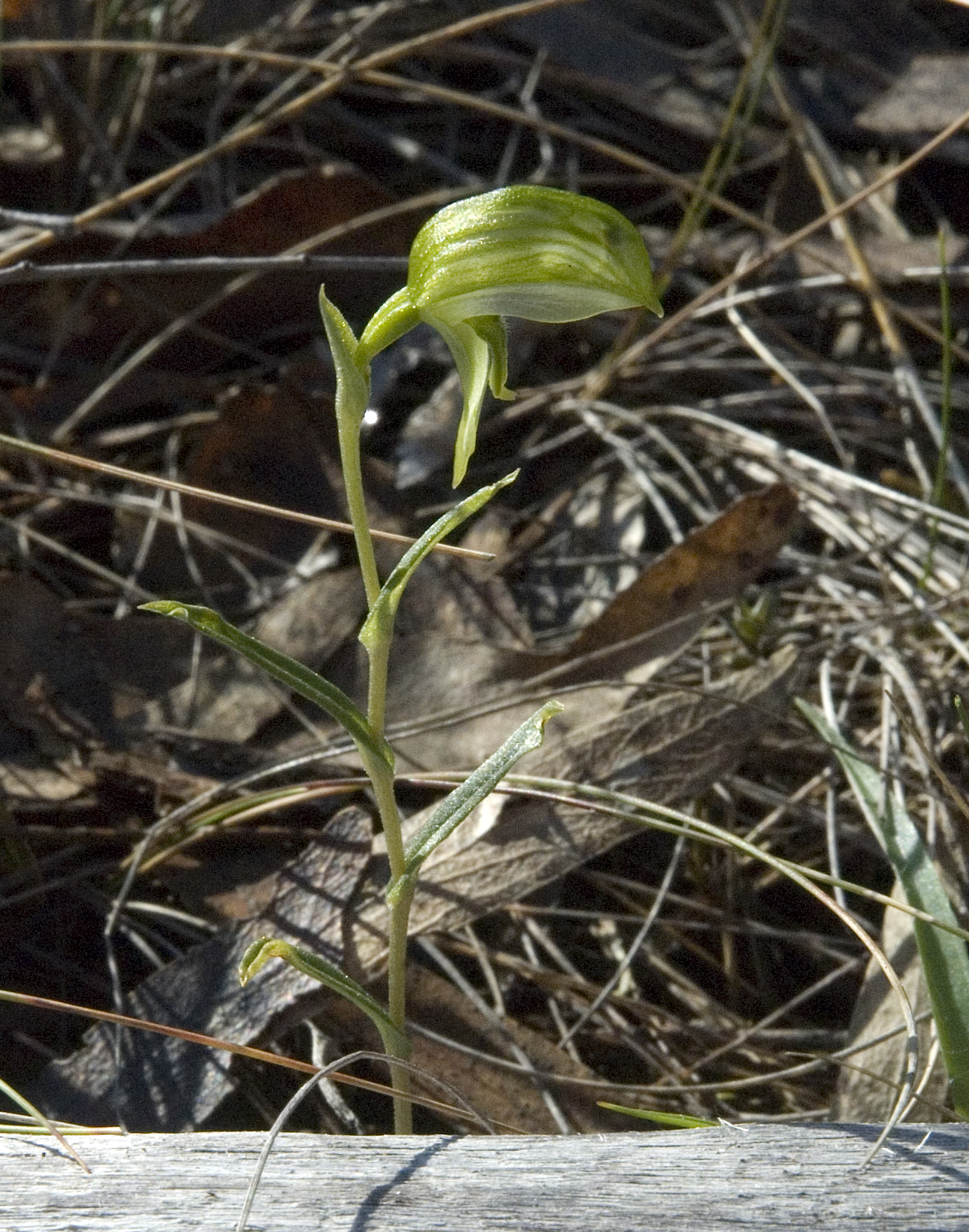